# Michael Parenti
Michael Parenti (New York, 30 settembre 1933) è un saggista, storico e politologo statunitense.

## Vita privata e educazione
Michael Parenti è stato cresciuto da una famiglia proletaria italo-americana nel quartiere dell'est Harlem a new York. Dopo aver concluso le scuole superiori ha lavorato per molti anni. Dopo essere ritornato a scuola ha ricevuto un BA (il primo grado accademico delle università anglofone) dal City College of New York, un master alla Brown University e un Ph.D. in scienze politiche dall'università di Yale. Vive a Berkeley in California ed è padre di Cristian Parenti, un accademico, autore e giornalista.

## Carriera
Parenti è conosciuto per i suoi libri e le sue lezioni marxiste ed è un intellettuale dell'estrema sinistra statunitense Dopo aver completato il suo dottorato, Parenti ha insegnato scienze politiche e sociali in vari istituti di istruzione superiore, inclusa la Università dell'Illinois - Urbana-Champaign (UI). Nel maggio 1970, mentre era un professore associato all'UI, ha partecipato a una mobilitazione contro la strage del 4 maggio e contro la guerra in Vietnam. Durante la protesta fu manganellato dalle forze dell'ordine e poi tenuto in prigione per due giorni. Fu accusato di aggressione aggravata (a pubblico ufficiale), di disturbo della quiete pubblica e di aver resistito all'arresto.
Dopo essere stato rilasciato su cauzione, ha iniziato un nuovo lavoro all'università del Vermont. Il mese successivo ritornò nell'Illinois per compiere il processo davanti a un giudice. Nonostante più di un testimone discolpasse Parenti, il giudice lo dichiarò colpevole. Ecco come descrive ciò che è accaduto dopo:
Questo incidente fece terminare la carriera di Parenti come insegnante. Nel dicembre del 1971, dopo che l'UVM del suo dipartimento aveva votato all'unanimità di rinnovare il suo contratto, il consiglio di amministrazione dell'UVM e legislatori statali conservatori sono intervenuti per votare il mancato rinnovamento del contratto di parenti citando la sua "condotta poco professionale". La battaglia per la sua presenza nella facoltà continuò fino all'inizio del 1972, ma alla fine perse la sua posizione.
Nei successivi anni non riuscirà a trovare impiego stabile come insegnante. Venne a sapere da associati che simpatizzavano per lui che era stato rifiutato da un college a cui aveva fatto domanda per le sue visioni di sinistra e il suo attivismo politico. Ha raccontato questo periodo della sua vita nel saggio "Lotte in accademia: un conto personale" pubblicato in Dirty Truths (Scomode Verità). Ha discusso il più ampio tema dell'ortodossia politica negli istituti superiori degli Stati Uniti in "The Empire Academia" (l'accademia dell'impero) un capitolo del suo libro del 1995 "Against the Empire" (Contro l'impero). Dal momento che non poteva guadagnarsi da vivere in modo stabile facendo l'insegnante, Parenti iniziò a dedicarsi completamente alla scrittura, ai discorsi in pubblico e alla politica. Nel 1974 Parenti si candidò a rappresentante dello stato del Vermont come candidato del partito socialista democratico "Liberty Union Party"; finì al terzo posto con il 7.1% dei voti.
Nei suoi anni in Vermont, Parenti divenne amico di Bernie Sanders. L'amicizia dei due terminò per il supporto di Sanders ai bombardamenti della Nato in Jugoslavia. Nel 2003 il "Caucus for a new political science" gli conferì un premio alla carriera nel 2007 ha ricevuto un certificato speciale di riconoscimento dal congresso dalla rappresentante degli Stati Uniti Barbara Lee. Ha servito per 12 anni come giudice per il Project Censored, un'organizzazione no-profit americana per la vigilanza sui media. È anche nell'advisory boards del Progressive Politics Network e di Educazione Senza Frontiere. È anche nel comitato editoriale consultivo di "nuova scienza politica e natura, società e pensiero.

## Il pensiero e le opere
Il primo libro importante della carriera di Michel Parenti è Democracy for a Few (Democrazia per pochi). Pubblicato originariamente nel 1974, ha avuto ben nove edizioni ed è stato usato come libro di testo nelle università per i corsi di scienze politiche. Democrazia per pochi contiene una analisi critica dell'operato dei governi americani con un focus sulla relazione tra potere economico e potere politico. Di norma i libri di Parenti non vengono recensiti nelle pubblicazioni mainstream. L'unica eccezione è stata Inventing Reality: la politica dei Mass Media (1986) che è stato recensito da più giornali accademici e da Micheal Pollan sul New York Times.
Pollan ha scritto: 

Il recensore procede notando come l'autore dipinge la stampa con tratti così ampiamente marxisti da ignorare molti dettagli:
Non può, ad esempio, spiegare adeguatamente episodi di coraggio e indipendenza, come durante il Vietnam e il Watergate
Nella risposta a questa recensione pubblicata dall'editor come lettera, Parenti confuta le valutazioni negative di Pollan. Parenti scrive: 
Parenti ha continuato a esplorare i media in Make Believe Media: la politica dell'intrattenimento. In questo libro Parenti esamina numerosi film e serie tv popolari che secondo lui " hanno propagato immagini e temi che supportano il militarismo, l'imperialismo, il razzismo, il sessismo, l'autoritarismo e altri valori antidemocratici" Nel libro descrive quello che crede essere un pattern di rappresentazioni poco lusinghiere della classe operaia e dei sindacati e contesta la nozione che i grandi produttori stanno "dando al pubblico ciò che vogliono".
Nella sua prefazione al libro del 2010 di Matthew Alford's Reel power: Hollywood cinema and American supremacy, Parenti ribadisce molti punti di Make Believe Media. Altri scrittori di sinistra sono stati influenzati dalle sue critiche ai media. Insieme al suo interesse per il ruolo dei mass media nella società, Parenti ha regolarmente pubblicato articoli su temi culturali, per esempio Reflections on the politics of culture in cui riecheggia l'idea di Gramsci che la cultura " rifletta fortemente la struttura egemonica nell'ordine sociale, favorendo fortemente alcuni interessi più che altri". Sviluppa ulteriormente questa idea nei suoi libri Lands of Idols, Superpatriotism, the Culture Struggle e God and His Demons. Il libro Dirty Truths: riflessioni su politica, media,ideologia, conspirazioni, vita etnica e potere di classe. È la raccolta più ampia di scritti di Parenti. Tra i suoi saggi ci sono "Fascism in a Pinstriped Suit" sulla possibilità del fascismo americano di emergere gradualmente piuttosto che fare la sua entrata in scena in stile grande fratello; "Now for the weather" su come anche il meteo in tv possa essere sfruttato dalla politica; e "false consciousness" sul perché il proletariato e i più poveri facciano proprie le stesse idee della borghesia.
Il provocatorio libro del 1997 Blackshirts and reds: rational fascism and the overthrow of communism inizia esaminando le fondamenta del fascismo europeo degli anni Venti e Trenta e le sue incarnazioni neofasciste. Poi prende la controversa posizione di difendere l'unione sovietica e altre nazioni comuniste dalla "condanna riflessiva" argomentando che questa nazioni avevano vari vantaggi sulle nazioni capitaliste, per esempio la ridotta disuguaglianza economica. Riassume il suo approccio nella prefazione del libro: 
Più tardi argomenterà che le "ben documentate deficienze e ingiustizie" del sistema sovietico furono esacerbate dalla guerra civile russa, dall'invasione nazista e da interventi non militari contro il blocco orientale. Inoltre afferma che "i socialisti puri" quanto "la sinistra anticomunista" hanno fallito nel teorizzare un'alternativa praticabile al "socialismo d'assedio" dell'Unione sovietica. Offrendo una prospettiva unica di difesa del socialismo del socialismo nel 20º secolo, Blackshirts and Reds ha suscitato forti reazioni nel pubblico anarchico e di sinistra.

## Nella cultura di massa
La band new yorkese Choking Victim usa diversi passaggi dalle lezioni di Michel Parenti nell'album No Gods, No Managers (1999).